# Детектор лжи (фильм)
«Детектор лжи» (англ. Deceiver) — американский кинофильм режиссёров Джонаса Пэйта и Джоша Пэйта 1997 года в жанре детективного триллера.

В России фильм вышел 9 октября 2001 года на DVD.

## Сюжет
В сумочке молодой девушки, ставшей жертвой ужасного преступления, найден телефонный номер, являющийся главной уликой против основного подозреваемого. Пьяница и эпилептик, капризный сын богатых родителей, закончивший один из лучших американских университетов, тот слишком много знает об убийстве.

Убийца ли он или невиновный, ставший жертвой обстоятельств — это и предстоит выяснить на протяжении длительных и напряжённых допросов. В качестве основного оружия — детектор лжи, призванный развязать язык преступнику.

## В ролях
| Актёр          | Роль                     |
| -------------- | ------------------------ |
| Тим Рот        | Джеймс Уолтер Вэйлэнд    |
| Крис Пенн      | детектив Филипп Брэкстон |
| Эллен Бёрстин  | Мук                      |
| Рене Зеллвегер | Элизабет                 |
| Майкл Рукер    | детектив Эдвард Кеннесоу |
| Розанна Аркетт | миссис Кеннесоу          |

## Интересные факты
- Слоган — «There are two sides to every lie» — «У каждой лжи есть две стороны»
- Братья-близнецы Джонас Пэйт и Джош Пэйт выступили режиссёрами и сценаристами фильма
- Съёмки проходили в Чарльстоне, Южной Каролине, США
- В первый уик-энд в США картина собрала более $ 279 тысяч, в общей сложности сборы составили более $ 570 тысяч
- При просмотре детям до 17 лет обязательно присутствие родителей
- Прежде чем выйти в прокат, фильм был удостоен внимания на различных международных кинофестивалях

## Премьера и мировой релиз
- Италия — 31 августа 1997 года — Международный кинофестиваль в Венеции
- Испания — октябрь 1997 года — Международный кинофестиваль в Ситжесе
- Швеция — 16 ноября 1997 года — Международный кинофестиваль в Стокгольме
- Бельгия — 24 марта 1998 года — Международный кинофестиваль фэнтэзи в Брюсселе
- Франция — апрель 1998 года — Международный кинофестиваль полицейского фильма в городе Коньяк
- Великобритания — 15 мая 1998 года
- Франция — 10 июня 1998 года
- Япония — 20 июня 1998 года
- Аргентина — 26 июля 1998 года
- Германия — 6 августа 1998 года
- Швейцария — 7 августа 1998 года
- Исландия — 2 сентября 1998 года
- Нидерланды — 22 октября 1998 года
- Турция — 20 ноября 1998 года
- Италия — 19 февраля 1999 года
- Россия — 9 октября 2001 года — премьера на DVD

## Награды и номинации
- 1998 год — на Международном кинофестивале полицейского фильма в городе Коньяк режиссёры и сценаристы фильма Джонас Пэйт и Джош Пэйт получили награду в категории «специальный приз жюри»
- 1997 год — на Международном кинофестивале в Стокгольме фильм одержал победу в категории «Лучший сценарий». Награда также досталась братьям Пэйт